# Juan Martínez Osete
Juan Alejandro Martínez Osete (Los Cantareros, Totana, Murcia, 17 de julio de 1921 - 2000) fue un historietista español, entintador y dibujante, que usó seudónimos como Acosta, Martos, Mart-Os y O'set. Artista todoterreno, se encargó de continuar gran cantidad de series ajenas.

## Biografía
Tras vivir con su familia en Francia, se instala en 1943 en Barcelona. Allí incursiona en el mercado de los cuadernos de aventuras en editoriales como Grafidea y Toray: Hazañas de Yelmo Negro (1947), el western La máscara de los dientes blancos (1948) con guion de Federico Amorós, La mano que aprieta (1949) o El silencioso (1949). Trabaja también como entintador de Ferrando en "El Diablo de los Mares" y "Zarpa de León", de Iranzo en El Capitán Coraje y de Ambrós en El Jinete Fantasma.
A partir de 1950, trabaja sobre todo con la Editorial Marco en series como Castor el Invencible (1951), El Puma (1952), Red Dixon (1954), Rock Robot (1957), Thorik el invencible (1959) o Simba Kan (1961). También colabora en sus revistas de humor La Risa (1952) e Hipo, Monito y Fifí (1953), para las cuales realiza casi todas las historietas de grafismo realista.
En 1961 comienza a trabajar para Editorial Bruguera, primero en series de aventuras como El Capitán Trueno y El Jabato y partir de 1975, sólo en cómicas como Mortadelo y Filemón, hasta el cierre de esta en 1986, año en que abandona el medio.

## Obra
| Aparición  | Título               | Guionista               | Tipo                        | Editorial                   |
| ---------- | -------------------- | ----------------------- | --------------------------- | --------------------------- |
| 1949       | Mascarita n.º 18-28  | Federico Amorós         | Serial                      | Grafidea                    |
| 1949       | Zarpa de León        | J.B. Artés              | Serial con Ferrando         | Toray                       |
| 1951       | Castor el Invencible | Joaquín Berenguer Artés | Serial                      | Marco                       |
| 1952, 1953 | Puma, El             | Joaquín Berenguer Artés | Serial                      | Marco                       |
| 1954       | Red Dixon            | Joaquín Berenguer Artés | Serial                      | Marco                       |
| 1958       | Hogar, dulce hogar   | Carlos Bech             | Serie                       | "La Risa" (Editorial Marco) |
| 1962       | El Jabato            | Víctor Mora             | Serie, con Francisco Darnís | "El Jabato Extra"           |